# Numisbrief
Numisbriefe sind Sammelobjekte für  Münzsammler und Philatelisten. Sie bestehen aus einem mit einer Sondermarke frankierten Brief mit Ersttags- oder Sonderstempel und einer in Beziehung zum Thema der Marke stehenden, entweder in den Umschlag oder ein eingelegtes Numisblatt integrierten Sondermünze oder Medaille. Als Crossover-Produkt soll es Sammler verschiedener Gebiete ansprechen und damit eine größere Käuferschicht erreichen. Der philatelistische Sinn von Numisbriefen ist aber umstritten. Am sinnvollsten erscheinen Numisbriefe immer dann, wenn Marke und Münze nicht nur thematisch, sondern auch zeitlich in einem engen Zusammenhang stehen und sich die Motive überschneiden, also im Idealfall vom gleichen Grafiker bzw. Graveur gestaltet wurden.
Zur ersten Ausgabe von Numisbriefen gibt es unterschiedliche Angaben: Die Firma Borek gibt auf ihrer Internetseite an, dass anlässlich der Olympischen Spiele von München 1972 Numisbriefe ausgegeben worden sein sollen. Die Deutsche Post DHL Group teilte auf Anfrage mit: „Numisbriefe als Kombination von Briefumschlag, Münze, Marke und Stempel zu einem Thema sind seit 1999 im Programm der Deutschen Post.“